# Sputnik Niżny Tagił
Sputnik Niżny Tagił (ros. Спутник Нижний Тагил) – rosyjski klub hokeja na lodzie z siedzibą w Niżnym Tagile.

## Historia
Dotychczasowe nazwy
- Dżerżyniec Niżny Tagił (1948–1959)
- Awangard Niżny Tagił (1959–1961)
- Sputnik Niżny Tagił (1961–)

Został klubem farmerskim dla Awtomobilista Jekaterynburg, występującego w Kontinientalnaja Chokkiejnaja Liga (KHL). Zespołem farmerskim klubu była drużyna rezerwowa działająca jako Sputnik Niżny Tagił 2 i występująca w rozgrywkach WHL-B. Drużynami juniorskimi są Junior-Sputnik w rozgrywkach Młodzieżowa Hokejowa Liga B i Awto Jekaterynburg w Młodzieżowa Hokejowa Liga (MHL).
Po sezonie 2017/2018 Sputnik Niżny Tagił opuścił rozgrywki WHL.

## Sukcesy
- Srebrny medal Rosyjskiej FSRR: 1970, 1975

## Zawodnicy
Wychowankiem klubu są m.in. Aleksandr Radułow, jego brat Igor Radułow oraz Aleksandr Osipow. W drużynie Sputnika grali także m.in. Nikołaj Chabibulin, Michaił Biełobragin, Jewgienij Afonin.